# Robertus saitoi
Robertus saitoi är en spindelart som beskrevs av Yoshida 1995. Robertus saitoi ingår i släktet fuktspindlar, och familjen klotspindlar. Inga underarter finns listade i Catalogue of Life.